# Mario Yáñez
Mario Yáñez Tapia (* 29. Juli 1993 in Mexiko-Stadt) ist ein ehemaliger mexikanischer Squashspieler.

## Karriere
Mario Yáñez begann seine professionelle Karriere in der Saison 2017 und gewann einen Titel auf der PSA World Tour. Seine höchste Platzierung in der Weltrangliste erreichte er mit Position 76 im April 2021.
Er studierte an der University of Rochester, für die er auch im College Squash aktiv war.

## Erfolge
- Gewonnene PSA-Titel: 1